# Otto Elg-Lundberg
Otto Elg-Lundberg, ursprungligen Lundberg, född 26 augusti 1855 i Åland, Uppsala län, död 1942, var en svensk skådespelare och teaterdirektör.

## Biografi
Elg-Lundberg var elev vid Kungliga teatern 1874–1875. Därefter följde engagemang hos Novander 1875–1876, Södra Teatern 1877–1878, Nya Teatern 1879–1882, åter till Södra teatern 1883–1887, Svenska teatern 1888–1892. Från 1896 var han teaterdirektör vid Anna Elg-Lundbergs sällskap, ett sällskap där hans fru Anna Lundberg stod i centrum för skådespeleriet. Bland de teaterroller han gjort kan nämnas Michael Strogoff i Tsarens kurir, Sten Sture den yngre i Kristian II, Arvid i Det skadar inte, Brunke i Birger och hans ätt, Rambow i Lifvet på landet, Julio i Klostret Castro, Fursten i Regina von Emmeritz och Juan i Domaren i Sa-lamea.
Vid sidan av teatern hann Elg-Lundberg även göra tre filmroller. Han debuterade 1924 i Gösta Berlings saga, följt av Polis Paulus' påskasmäll (1925) och Charlotte Löwensköld (1930).
Elg-Lundberg ligger begravd på Norra begravningsplatsen tillsammans med sin fru Anna Sofia Elisabet Elg-Lundberg (född Malmgren, avliden 1946). Otto Elg-Lundberg gravsattes den 20 december 1942.

## Filmografi
- 1924 – Gösta Berlings saga
- 1925 – Polis Paulus' påskasmäll
- 1930 – Charlotte Löwensköld

## Teater

### Roller (ej komplett)
| År   | Roll    | Produktion                                 | Regi | Teater       |
| ---- | ------- | ------------------------------------------ | ---- | ------------ |
| 1879 | Geronio | Marco Spada Daniel Auber och Eugène Scribe |      | Nya Theatern |